# متحف الذاكرة الوطنية بالسيجومي
متحف الذاكرة الوطنية هو متحف تونسي يقع بالقرب من النصب التذكاري للشهداء بالسيجومي، بالقرب من تونس العاصمة.
افتتح الرئيس السابق زين العابدين بن علي في 9 أبريل 2001، ويتضمن برامج سمعيةً وبصريةً تعطي الزائر فكرة عن الحضارات الكبرى التي تتالت في تونس. كما انه يعطي من جهة أخرى، لمحة عامة عن الحركة الوطنية التي قادت البلاد إلى الاستقلال وإقامة سيادتها الوطنية.